# امتک
امتک (انگلیسی: Emtek) در سال ۲۰۱۳ بزرگترین گروه رسانه ای در اندونزی بود.